# Polycanthagyna erythromelas
Polycanthagyna erythromelas är en trollsländeart. Polycanthagyna erythromelas ingår i släktet Polycanthagyna och familjen mosaiktrollsländor. IUCN kategoriserar arten globalt som livskraftig.

## Underarter
Arten delas in i följande underarter:
- P. e. erythromelas
- P. e. paiwan